# Benzossazolo
Il benzossazolo è un composto organico eterociclico aromatico, strutturalmente formato da un anello benzenico e uno di ossazolo condensati.